# Distichophyllum heterophyllum
Distichophyllum heterophyllum là một loài Rêu trong họ Hookeriaceae. Loài này được (Wilson ex Mitt.) Paris mô tả khoa học đầu tiên năm 1896.